# Tipula dis
Tipula dis är en tvåvingeart som beskrevs av Alexander 1962. Tipula dis ingår i släktet Tipula och familjen storharkrankar. Inga underarter finns listade i Catalogue of Life.